# Ad van Tiggelen
Ad van Tiggelen (Maastricht, 7 juni 1958) is schrijver van fantasyromans onder het pseudoniem Adrian Stone.

## Loopbaan
Van Tiggelen studeerde bedrijfseconomie aan de Erasmus Universiteit Rotterdam en begon in 1981 zijn loopbaan bij Nationale-Nederlanden, waar hij in 1988 belegger werd. Sindsdien doorliep hij binnen de ING Groep een reeks aan beleggingsfuncties, waaronder een langdurige periode als hoofd Europese aandelen. Zijn laatste functie was beleggingsstrateeg, een functie waarin hij regelmatig in binnen- en buitenland in de media verscheen om commentaar te leveren over de beursontwikkelingen en om de visie van ING Investment Management te verwoorden en toe te lichten. Hij beëindigde zijn loopbaan bij ING op 30 juni 2014.

## Columns
Van Tiggelen schreef iedere maand columns over een reeks van actuele beleggingsonderwerpen. Die columns verschenen in Nederland onder meer op FD.nl en daarnaast in verscheidene financiële media in landen als België, Frankrijk, Spanje, Italië, Duitsland, Griekenland en Polen.

## Auteur
Al sinds jong had Van Tiggelen een passie voor het fantasygenre, die hij uiteindelijk gestalte heeft gegeven door zelf fantasyromans te gaan schrijven.
In 2006 verscheen zijn eerste boek Profeet van de Duivel in beperkte oplage bij uitgeverij Gopher. In 2008 sloot hij een contract met Luitingh-Sijthoff, op basis waarvan Profeet van de Duivel in april 2009 bij hen is heruitgegeven, in juni 2009 gevolgd door Zoon van de Duivel. Het derde deel van de Duivel-trilogie, Ziel van de Duivel, is in april 2010 verschenen. Alle boeken worden uitgegeven onder het pseudoniem Adrian Stone.
Na de Duivel-trilogie schreef Stone het Rune tweeluik, dat in dezelfde wereld is gesitueerd. Het eerste deel De Achtste Rune verscheen in september 2011, het tweede deel De Eerste God in september 2012.
Na Rune schreef Stone een nieuwe serie (titel: Magycker), die zich afspeelt in een geheel nieuwe wereld. Het eerste deel De Klauw verscheen in 2016. Op 26 oktober 2021 werd het tweede en afsluitende deel van deze reeks Drakenhart gepubliceerd.
Begin april 2023 verschijnt een gebonden limited editie van De Duivel Trilogie.
Hij is Nederland's best verkopende fantasy-schrijver.